# Christian Veillet
Pour les articles homonymes, voir Veillet.
Christian Veillet, né en 1954 à Nancy est un astronome français.

## Biographie
Né à Nancy (Meurthe-et-Moselle, France) en 1954, Christian Veillet suit une scolarité aux collège et lycée Henri-Poincaré de Nancy (de la 6e à la « Math Spé »).
Il entre à l'École normale supérieure Paris-Saclay (connue sous le nom d'ENSET jusqu'en 1985), il est ensuite diplômé en mathématiques de l'université d'Orsay (Paris Sud) et d'une maîtrise en astronomie (DEA) de l'université Pierre-et-Marie-Curie (Paris-VI). Pour sa première thèse (thèse de troisième cycle), qu'il défend en 1979, il passe beaucoup de nuits à l'observatoire du Pic du Midi, en observant les satellites d'Uranus sur des plaques photographiques du télescope de 1 m.
Après une année consacrée à l'enseignement des mathématiques du secondaire au lycée Georges-Baumont à Saint-Dié, il est embauché en tant qu'astronome en octobre 1980, au Centre de recherches en géodynamique et astrométrie (CERGA), situé au nord de Grasse. 
Après 16 années passées près de Grasse sur la Côte d'Azur, il déménage en septembre 1996 à Waimea, sur l'île de Hawaï, pour travailler comme astronome à l'observatoire Canada-France-Hawaï, dont il devient au bout de quelques années directeur exécutif en avril 2003, complétant son troisième et dernier mandat le 30 avril 2012.
Après plus de 16 années passées sur l'île de Hawaï, il déménage début février 2013 pour Tucson, en Arizona, où il dirige le Grand télescope binoculaire, son bureau étant situé sur le campus de l'université de l'Arizona.
L'astéroïde (16984) Veillet est nommé d'après lui.

## Découvertes
Veillet a découvert entre autres le satellite de Jupiter Jupiter LII (S/2010 J 2), l'astéroïde Amor (24445) 2000 PM8 ainsi que les objets transneptuniens (150642) 2001 CZ31 et 2001 PK47.
Il a également découvert la nature binaire du transneptunien 1998 WW31.